# Doris Lucke
Doris Mathilde Lucke (* 1953 in Schwäbisch Gmünd) ist eine deutsche Soziologin und emeritierte Hochschullehrerin.

## Leben
Lucke studierte von 1972 bis 1977 Soziologie, Psychologie und Philosophie an der Universität München, wo sie 1980 auch promoviert wurde. Anschließend arbeitete sie als Dozentin an der Akademie für Führungskräfte der Wirtschaft Bad Harzburg und als wissenschaftliche Stiftungsreferentin in der sozialwissenschaftlichen Politikberatung. 1994 wurde sie an der Universität Bonn habilitiert, wo sie ab 1998 als außerplanmäßige Professorin lehrte. Im Mai 2019 hielt sie ihre Abschiedsvorlesung. Lucke ist insbesondere durch ihre Beiträge zur Akzeptanzforschung und Geschlechtersoziologie sowie durch Arbeiten auf dem Gebiet der Rechtssoziologie und im Bereich der Familie und der privaten Lebensformen bekannt.

## Publikationen (Auswahl)
- Die angemessene Erwerbstätigkeit im neuen Scheidungsrecht. Zur soziologischen Interpretation unbestimmter Rechtsbegriffe, Baden-Baden 1982, ISBN 3-7890-0739-0
- Rechtsratgeber Frauen, als Herausgeberin zus. mit Sabine Berghahn, Reinbek bei Hamburg 1990, ISBN 3-499-12553-6
- Das Geschlechterverhältnis im rechtspolitischen Diskurs. Gleichstellungsdiskussion und gesetzgeberischer „double talk“, Bremen 1991, ISBN 3-88722-232-6
- Akzeptanz. Legitimität in der „Abstimmungsgesellschaft“, Opladen 1995, ISBN 3-8100-1496-6
- Recht ohne Geschlecht? Zu einer Rechtssoziologie der Geschlechterverhältnisse, Pfaffenweiler 1996, ISBN 3-89085-916-X
- Annahme verweigert. Beiträge zur soziologischen Akzeptanzforschung, als Herausgeberin zus. mit Michael Hasse, Opladen 1998
- Grundkurs Gender. Eine Einführung in die Soziologie der Geschlechterverhältnisse, zus. mit Kristin Caumanns, Bonn 2005
- Jugend in Szenen. Lebenszeichen aus flüchtigen Welten, als Herausgeberin, Münster 2006, ISBN 978-3-89691-645-7